# Zasoby orbitalne
Zasoby orbitalne – według określenia zawartego w polskim prawie komunikacji elektronicznej (w latach 2004-2024 prawie telekomunikacyjnym), pozycje na orbicie geostacjonarnej lub orbity satelitarne, które są lub mogą być wykorzystywane do umieszczania sztucznych satelitów Ziemi przeznaczonych do zapewniania telekomunikacji.
Polska jako kraj-członek Międzynarodowego Związku Telekomunikacyjnego (ITU), na mocy decyzji Światowych Konferencji Radiokomunikacyjnych (WARC-1985, WARC-1988, WRC-2000, WRC- 2003), uzyskała prawo do korzystania z dwóch pozycji na orbicie geostacjonarnej:
- pozycja dla satelity telekomunikacyjnego – 15,2ºE,

- pozycja dla satelity radiodyfuzyjnego (przeznaczonego do rozpowszechniania programów radiowych i telewizyjnych) – 50ºE, współużytkowana jest z następującymi krajami: Afganistanem, Sri Lanką, Irakiem, Kirgistanem, Mołdawią, Nepalem, Turkmenistanem i Rumunią.